# Opere di Wu Ming
Le opere di Wu Ming e ascrivibili alla Wu Ming Foundation includono, a partire dal 2000, romanzi, saggi, raccolte di racconti, "oggetti narrativi non-identificati", reportages, travelogues, saggi d'inchiesta storiografica, soggetti per graphic novel, sceneggiature cinematografiche, radiodrammi, podcast, melologhi, canzoni.

## Romanzi collettivi
- Q, come Luther Blissett, Torino, Einaudi, 1999. ISBN 88-06-14740-4.
- Asce di guerra, con Vitaliano Ravagli, Milano, Tropea, 2000. ISBN 88-438-0269-0.
- 54, Torino, Einaudi, 2002. ISBN 88-06-16203-9.
- Manituana, Torino, Einaudi, 2007. ISBN 978-88-06-18584-8.
- Altai, Torino, Einaudi, 2009. ISBN 978-88-06-19896-1.
- L'armata dei sonnambuli, Torino, Einaudi, 2014. ISBN 978-88-06-21413-5.
- Proletkult, Einaudi, 2018. ISBN 88-06-23694-6
- Ufo 78, Einaudi, 2022, ISBN 9788806248918

## Romanzi solisti

### Wu Ming 1
- New Thing, Torino, Einaudi, 2004. ISBN 88-06-16276-4.
- Point Lenana, con Roberto Santachiara, Torino, Einaudi, 2013. ISBN 978-88-06-21075-5.
- Un viaggio che non promettiamo breve. Venticinque anni di lotte No Tav, Torino, Einaudi, 2016. ISBN 978-88-06-22564-3.
- La macchina del vento, Torino, Einaudi, 2019. ISBN 978-88-06-24080-6.
- La Q di Qomplotto. QAnon e dintorni. Come le fantasie di complotto difendono il sistema, Roma, Edizioni Alegre, 2021. ISBN 978-88-32-06741-5.
- Gli uomini pesce, Torino, Einaudi, 2024. ISBN 978-88-06-25172-7.

### Wu Ming 2
- Guerra agli umani, Torino, Einaudi, 2004, ISBN 88-06-16812-6.
- Il sentiero degli dei, Portogruaro, Ediciclo, 2010, ISBN 978-88-88829-96-8; nuova edizione aggiornata ed estesa Milano, Feltrinelli, 2021, ISBN 9788807492914. (Oggetto narrativo non identificato dedicato alla Via degli Dei e al territorio appenninico tra Bologna e Firenze).
- Timira. Romanzo meticcio, con Antar Mohamed, Torino, Einaudi, 2012, ISBN 978-88-06-20592-8.
- Il sentiero luminoso, Portogruaro, Ediciclo editore, 2016, ISBN 978-88-65-49165-2.

### Wu Ming 4
- Stella del mattino, Torino, Einaudi, 2008. ISBN 978-88-06-18694-4.
- Il piccolo regno, Milano, Bompiani, 2016. ISBN 978-88-06-21075-5.
- La vera storia della Banda Hood, Milano, Bompiani, 2024. ISBN 978-88-30-10835-6

### Wu Ming 5
- Havana Glam, Roma, Fanucci, 2001. ISBN 88-347-0821-0.
- Free Karma Food, Milano, Rizzoli, 2006. ISBN 88-17-01050-2.

## Novelle e romanzi brevi
- Previsioni del tempo, Milano, Edizioni Ambiente, 2008. ISBN 978-88-89014-51-6; Torino, Einaudi, 2010. ISBN 978-88-06-20267-5.
- La battaglia della merda, come Wu Ming 2, Bologna, Minerva, 2020, ISBN 9788833242606

## Raccolte di racconti
- Anatra all'arancia meccanica. Racconti 2000-2010, Torino, Einaudi, 2011. ISBN 978-88-06-20638-3.
- Quattro, con il collettivo di fotografi TerraProject, autoprodotto attraverso crowdfunding, 2014. (4 "fotoracconti" raccolti in un cofanetto con 4 libretti: Acqua, Aria, Fuoco, Terra.)
- L'invisibile ovunque, Torino, Einaudi, 2015. ISBN 88-06-22591-X
- Cantalamappa, Mondadori Electa, 2015
- Il ritorno di Cantalamappa, Mondadori Electa, 2016
- Veglione rosso. L'alba di una notte durata vent'anni, Rimini, Panozzo, 2022. ISBN 978-88-7472-454-3.

## Opere saggistiche e di varia (collettive)
- Giap! Tre anni di narrazioni e movimenti, Torino, Einaudi, 2003. ISBN 88-06-16559-3. (raccolta di articoli, racconti e scritti vari)
- Il caso Battisti. L'emergenza infinita e i fantasmi del passato, come Valerio Evangelisti, Giuseppe Genna, Wu Ming 1 e altri, Rimini, Nda Press, 2004. ISBN 88-89035-03-X.
- Grand River. [Un viaggio], Milano, Rizzoli, 2008. ISBN 978-88-452-8112-9.
- New Italian Epic. Letteratura, sguardo obliquo, ritorno al futuro, Torino, Einaudi, 2009. ISBN 978-88-06-19678-3. (raccolta di saggi sulla letteratura)
- Giap. L'archivio e la strada: Scritti 2010-2012, Simplicissimus Book Farm, 2013.

## Opere saggistiche e di varia (soliste)

### Wu Ming 1
- Cent'anni a Nordest. Viaggio tra i fantasmi della «guera granda», come Wu Ming 1, Milano, Rizzoli, 2015. ISBN 978-88-17-08369-0.
- Se vi va bene bene se no seghe. Dall'antimilitarismo a Radio Alice e ancora più in là (di Valerio Minnella, Wu Ming 1 e Filo Sottile), Roma, Edizioni Alegre

### Wu Ming 2
- Utile per iscopo? La funzione del romanzo storico in una società di retromaniaci, come Wu Ming 2, Rimini, Guaraldi, 2014. ISBN 978-88-8049-967-1.

### Wu Ming 4
- L'eroe imperfetto. Letture sulla crisi e la necessità di un archetipo letterario, come Wu Ming 4, Milano, Bompiani, 2010. ISBN 978-88-452-6503-7; nuova edizione ampliata Milano, Bompiani, 2022, ISBN 9788830109094 (Raccolta di saggi sulla letteratura)
- Difendere la Terra di Mezzo. Scritti su J. R. R. Tolkien, come Wu Ming 4, Bologna, Odoya, 2013. ISBN 978-88-6288-193-7; nuova edizione aggiornata Bompiani, 2023, ISBN 978-88-3010-767-0
- Il fabbro di Oxford. Scritti e interventi su Tolkien, come Wu Ming 4, Eterea Edizioni, 2019.

## Opere nate dai Wu Ming Lab
- Ti chiamerò Russell. Romanzo totale 2002, come Wu Ming n+1, Imola, Bacchilega, 2002. ISBN 88-88775-03-X.
- Meccanoscritto, del collettivo MetalMente con Ivan Brentari e Wu Ming 2, Roma, Edizioni Alegre, 2017. ISBN 978-88-98-84162-2.
- Le molte vite di Magdalena Valdez, collettivo Joana Karda, Besa Muci, Lecce 2019, ISBN 978-88-62-80279-6
- Quando qui sarà tornato il mare. Storie dal clima che ci attende, collettivo Moira Dal Sito, a cura di Wu Ming 1, Roma, Edizioni Alegre, 2020. ISBN 978-88-32-06735-4
- Bologna. Deviazioni inedite raccontate dagli abitanti, Sineglossa e Wu Ming 2, Portogruaro, Ediciclo, 2022. ISBN 978-88-65-49426-4
- Ancona. Deviazioni inedite raccontate dagli abitanti, Sineglossa e Wu Ming 2, Portogruaro, Ediciclo, 2024. ISBN 978-88-65-49488-2
- Arcevia (Appennino marchigiano). Deviazioni inedite raccontate dagli abitanti, Sineglossa e Wu Ming 2, Portogruaro, Ediciclo, 2024. ISBN 978-88-65-49487-5

## Altre opere riconducibili alla Wu Ming Foundation
- Nicoletta Bourbaki, La morte, la fanciulla e l’orco rosso. Il caso Ghersi: come si inventa una leggenda antipartigiana, Alegre, Roma 2022, ISBN 978-88-32-06751-4

## Fumetti
- La ballata del Corazza, come Wu Ming 2, disegni di Onofrio Catacchio, Scandiano, Edizioni BD, 2005. ISBN 88-87658-83-8.
- Gap 99, come Wu Ming 4, disegni di Elia Bonetti, in Cattivi soggetti. Il noir italiano a fumetti, Milano, Bur Rizzoli, 2010. ISBN 978-88-17-02739-7.

## Discografia
- Yo Yo Mundi, 54, Materiali Musicali/CD del Manifesto, 2004 (testi tratti dal romanzo 54, voci recitanti di Marco Baliani, Giuseppe Cederna, Fabrizio Pagella e Francesco Di Bella dei 24 Grana.)
- Pontiac. Storia di una rivolta, come Wu Ming 2, Giuseppe Camuncoli e Stefano Landini, con CD, Reggio Emilia, Vincent Books, 2010. ISBN 978-88-904980-0-8. (testi e voce di Wu Ming 2. Musiche di Egle Sommacal, Paul Pieretto, Stefano Pilia, Federico Oppi. Illustrato da Giuseppe Camuncoli e Stefano Landini)
- Basta uno sparo. Storia di un partigiano italo-somalo nella resistenza italiana, come Wu Ming 2, con CD, Massa, Transeuropa, 2010. ISBN 978-88-7580-099-4. (testi e voce di Wu Ming 2. Musiche di Egle Sommacal, Paul Pieretto, Stefano Pilia, Federico Oppi)
- Skinshout (Francesco Cusa, Gaia Mattiuzzi, Xabier Iriondo), Altai, Improvvisatore Involontario, 2010. (Sorta di "colonna sonora" del romanzo Altai)
- Funambolique, Arzèstula (album), Knulp, 2011 (Album ispirato al racconto di Wu Ming 1 Arzèstula, pubblicato nell'antologia Anatra all'arancia meccanica. Racconti 2000-2010.)
- Wu Ming Contingent, Bioscop, Woodworm Label, 2014
- Wu Ming Contingent, Schegge di Shrapnel, Woodworm Label, 2015

## Radiodrammi e audiodocumentari
- Morte di un giallista bolzanino (2022)
- Radio Piemonte International (2023)
- Volodja (2023)

## Sceneggiature
- Lavorare con lentezza di Guido Chiesa (2004)
- 51 di Wu Ming 2, episodio del film collettivo Formato ridotto di Antonio Bigini, Claudio Giapponesi, Paolo Simoni (2012)
- Nel pallone, documentario scritto da Wu Ming 3 con Christiano Presutti e Giangiacomo De Stefano (alla regia) e raccontato da Wu Ming 2[1] prodotto da La Effe (2014).
- L'uomo con la lanterna, di Francesca Lixi, scritto da Francesca Lixi e Wu Ming 2 (2018)
- Il varco, di Federico Ferrone e Michele Manzolini, scritto da Federico Ferrone, Michele Manzolini e Wu Ming 2 (2019)
- La generazione perduta, di Marco Turco, scritto da Marco Turco, Vania Del Borgo e Wu Ming 2 (2023)

## Reading, spettacoli teatrali, letture sceniche
Il collettivo Wu Ming - e in modo particolare Wu Ming 1 e Wu Ming 2 - ha all'attivo molte collaborazioni con musicisti e attori, sfociate in spettacoli dal vivo, registrazioni, reading e letture sceniche.
Tra queste, le opere originali che hanno conosciuto più repliche sono:
- Pontiac, con Wu Ming 2, Egle Sommacal, Paul Pieretto, Stefano Pilia, Federico Oppi. (2008)
- Razza Partigiana, con Wu Ming 2, Egle Sommacal, Paul Pieretto, Stefano Pilia, Federico Oppi (2009)
- Emilio Comici Blues, con Wu Ming 1 e i Funambolique
- Surgelati, con Wu Ming 2 e i Contradamerla
- L'alfabeto delle orme, con Wu Ming 2 e i Frida X
- Un viaggio che non promettiamo breve, con Wu Ming 1 e il Bhutan Clan
- L’Uomo Calamita, con Wu Ming 2 e Circo El Grito
- La macchina del vento, con Wu Ming 1 ed Elem
- La macchina del vento, con Wu Ming 1 e Bhutan Clan
- Radio Ufo 78, con Wu Ming 1 e il Bhutan Clan